# Gloria DeHaven
Gloria DeHaven est une actrice américaine née le 23 juillet 1925 à Los Angeles en Californie et morte le 30 juillet 2016 à Las Vegas (Nevada). 

## Biographie
Fille de l'acteur-metteur en scène Carter DeHaven et de l'actrice Flora Parker DeHaven jouant tous deux dans des vaudevilles, Gloria commence sa carrière en tant qu'enfant en 1936 pour Les Temps Modernes de Chaplin. Elle appartient alors à la Metro-Goldwyn-Mayer. Elle obtient le titre de « Star de demain » en 1944. Après une longue absence, elle joue en 1997 dans La Croisière aventureuse.

## Filmographie partielle
- 1936 : Les Temps modernes (Modern Times) de Charles Chaplin
- 1940 : Suzanne et ses idées (Susan and God) de George Cukor
- 1940 : Keeping Company de S. Sylvan Simon
- 1941 : Le Châtiment (The Penalty) de Harold S. Bucquet
- 1941 : La Femme aux deux visages (Two Faced Woman) de George Cukor
- 1943 : La jeunesse s'amuse (Best Foot Forward) d'Edward Buzzell
- 1943 : La Parade aux étoiles (Thousands cheer) de George Sidney
- 1944 : Broadway Rhythm de Roy Del Ruth
- 1944 : Deux Jeunes Filles et un marin (Two Girls and a Sailor), de Richard Thorpe
- 1944 : Dansons gaiement (Step Lively) de Tim Whelan
- 1945 : L'introuvable rentre chez lui (The Thin Man Goes Home) de Richard Thorpe
- 1945 : L'Impossible Amour (Between Two Women) de Willis Goldbeck
- 1948 : Belle Jeunesse (Summer Holiday) de Rouben Mamoulian
- 1949 : La Scène du crime (Scene of the Crime) de Roy Rowland
- 1949 : Corps et Âme (The Doctor and the Girl) de Curtis Bernhardt
- 1949 : Nous... les hommes (Yes Sir That's My Baby) de George Sherman
- 1950 : Trois Petits Mots (Three Little Words) de Richard Thorpe
- 1950 : La Jolie Fermière (Summer Stock) de Charles Walters
- 1950 : Parade du rythme (I'll Get By)  de Richard Sale
- 1951 : Les Coulisses de Broadway (Two Tickets to Broadway) de James V. Kern
- 1953 :  Down Among the Sheltering Palms de Edmund Goulding
- 1955 : So This Is Paris de Richard Quine
- 1955 : L'Héritière de Las Vegas (The Girl Rush) de Robert Pirosh
- 1957 : Mr. Broadway (TV) de Sidney Lumet
- 1972 : Call Her Mom (TV) de Jerry Paris
- 1972 : Wednesday Night Out (TV) de Jerry Paris
- 1975 : Le Daliah noir (Who Is the Black Dahlia?) (TV) de Joseph Pevney
- 1976 : Banjo Hackett: Roamin' Free (en) (TV) d'Andrew V. McLaglen
- 1976 : Won Ton Ton, le chien qui sauva Hollywood (Won Ton Ton, the Dog Who Saved Hollywood) de Michael Winner
- 1978 : Evening in Byzantium (TV) de Jerry London
- 1983 : Bog de Don Keeslar
- 1984 : Pigs vs. Freaks (TV) de Dick Lowry
- 1994 : Ladies on Sweet Street de Victor Lobl
- 1994 : The Outlaws: Legend of O.B. Taggart de Rupert Hitzig
- 1997 : La Croisière aventureuse (Out to Sea) de Martha Coolidge